# Ramat HaSchofet
Ramat haSchofet ist ein Kibbuz im Norden Israels. Er liegt im Menashe-Gebirge und fällt in die Zuständigkeit des Regionalverbandes Megiddo. Im Jahr 2022 hatte er eine Bevölkerung von 1186 Personen.

## Etymologie
„Ramat haSchofet“ (hebräisch רָמַת הַשּׁוֹפֵט Ramat haSchōfeṭ) bedeutet wörtlich übersetzt „Anhöhe des Richters“. Das Dorf wurde nach dem amerikanischen Bundesrichter Julian William Mack (1866–1943) benannt, einem amerikanischen zionistischen Führer, der als Präsident des Palestine Endowment Funds fungierte. Er war außerdem Ehrenpräsident des Jüdischen Weltkongresses und Präsident des American Jewish Congress und der Zionist Organization of America. Er nahm an der Konferenz von Versailles nach dem Ersten Weltkrieg als Verfechter eines jüdischen Staates in Palästina teil.

## Geografische Lage
Ramat haSchofet liegt in der Landschaft Ramot Menasche südöstlich von Haifa. Der Fluss Schofet fließt in der Nähe des Kibbuzes und in einem seiner Bäche, dem Nachal haʾUlmussim (נַחַל הָאוּלְמוּסִים Bach der Ulmen), gibt es einen kleinen Park. Etwa 400 Meter nordöstlich des Kibbuz befindet sich dessen Quelle ʿEin haʾUlmussim.

## Geschichte

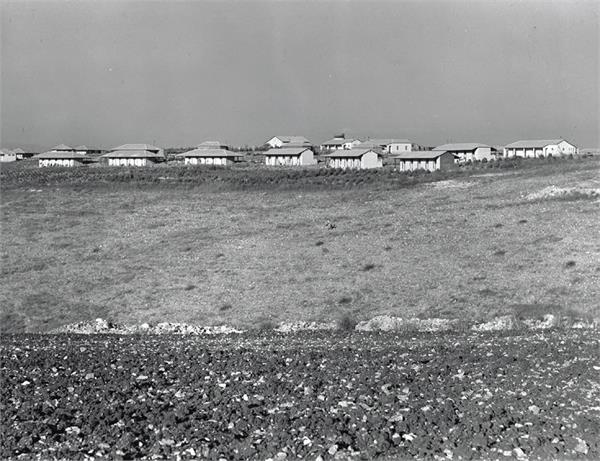
Ramat haSchofet 1945

Im Jahre 1934 kamen zwei Garʿinīm der Bewegung HaSchomer haZaʿir, Mitzpe haScharon aus Litauen und LaSchichrur (לַשִּׁחְרוּר ‚zur Befreiung‘) aus Polen, in das Mandatsgebiet Palästina und wurden zur Qualifikation nach Mischmar haʿEmeq geschickt. Mitzpe HaSharon wurde zur Arbeit nach Raʿanannah geschickt, LaSchichrur nach Rechovot.
Der Garʿin von Mitzpe HaSharon (wörtlich „Warte der Scharon“) wurde auf einem 20-Dunam-Hügel angesiedelt, der dem Jüdischen Nationalfonds gehörte, etwa vier Kilometer von Raʿanannah entfernt. Der Kibbuz, der 1937 80 Mitglieder zählte, betrieb eine Gemüsefarm, konnte aber nicht allen Mitgliedern Arbeit bieten, so dass sie auch in Raʿanannah und Kfar Nachman (heute Teil Raʿanannahs) arbeiteten. Der Kibbuz hatte keine Straßenanbindung und war von Land umgeben, das Arabern gehörte. Im Jahre 1940 arbeiteten 60 Mitglieder des Kibbuz in Raʿanannah.
Der Garʿin von LaSchichrur ließen sich auf einem Hügel in der Nähe des Bahnhofs von Rechovot nieder. Der Kibbuz verfügte über schlechte Verkehrsanbindungen und die Bewohner erhielten Beschwerden wegen ihrer Arbeit in der Nähe der Eisenbahn. Die Ältesten des kleinen Kibbuz arbeiteten in Rechovot und auch ihre Kinder lernten dort. Im Jahr 1943, bevor alle Mitglieder nach Ramat haSchofet abreisten, hatte der Kibbuz 186 Mitglieder, darunter 46 Kinder.
Die beiden Gruppen schlossen sich zusammen und gründeten am 2. November 1941 mit Unterstützung der Keren haJessod den Kibbuz auf einem Gelände, das dem Jüdischen Nationalfonds gehörte. Später schlossen sich Juden aus Bulgarien, Ungarn, Rumänien und Argentinien dem Kibbuz an. Der Kibbuz wurde zunächst von einer Gruppe von 20 Mitgliedern gegründet, die ankamen und mit der Bewirtschaftung des Landes begannen.
In den Anfangsjahren arbeiteten die Mitglieder daran, den Boden für die Landwirtschaft zu räumen und vorzubereiten. Sie entwickelten gute Beziehungen zum arabischen Dorf al-Rihaniyya. 1942 wurden die ersten festen Bauten und 1943 eine Tischlerei errichtet. Im selben Jahr kam der Rest von LaSchichrur aus Rechovot und ließ sich im neuen Kibbuz nieder. Nachdem al-Rihaniyya im Krieg um Israels Unabhängigkeit 1948 entvölkert wurde, nutzten Ramat haSchofet und ʿEin haʿEmeq sein Land.
Im Jahre 1954 wurde der Kibbuz an die von Meqorot betriebene Landeswasserversorgung angeschlossen.
Im Jahre 2003 wurde der Kibbuz privatisiert und 2005 zogen neue Familien zu.
Im September 2010 wurde der erste Abschnitt eines neuen Viertels namens HaSadeh (Das Feld) fertiggestellt. Der zweite und dritte Abschnitt wurden zwischen 2012 und 2013 fertiggestellt. Das Viertel verfügt über 61 Häuser mit jeweils 500 Quadratmetern Wohnfläche.
Im September 2020 änderte der Kibbuz kurzzeitig seinen Namen in Ramat haSchofetet („Die Anhöhe der Richterin“) als Hommage an Ruth Bader Ginsburg, die Anfang desselben Monats gestorben war.

## Bekannte Bewohner
- Jochai HaLevi (* 1982), israelischer Weitspringer
- Neta Lavi (* 1996), israelisch-portugiesischer Fußballspieler